# Rotatie (tweedimensionaal)

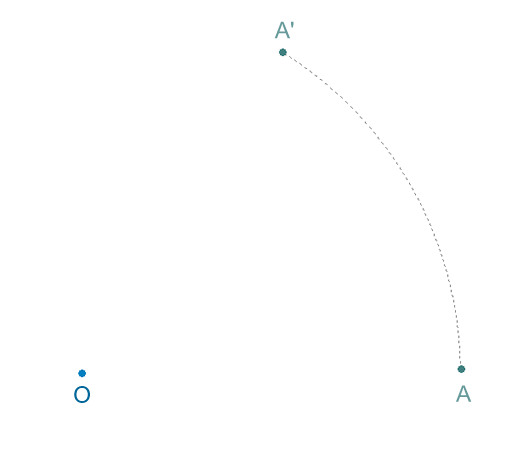
Een rotatie beeldt punt A of op punt A'. Het dekpunt, of rotatiecentrum, is punt O.

Een rotatie in de meetkunde is een isometrie met een dekpunt, die de  oriëntatie van een figuur behoudt.
In het platte vlak heeft een rotatie één dekpunt, of rotatiecentrum. Alle andere punten worden over een vaste hoek om dit dekpunt gedraaid. Een uitzondering is de triviale rotatie, die alle punten op hun plaats laat.

## Berekening van een rotatie

### Rotatie om de oorsprong
Een rotatie om de oorsprong van het coördinatenstelsel wordt beschreven door de rotatiehoek {\displaystyle \phi }. Deze hoek wordt meestal gekozen tegen de klok in. Onder deze rotatie wordt punt {\displaystyle (x,y)} afgebeeld op
{\displaystyle (x',y')=(x\cos \phi -y\sin \phi ,x\sin \phi +y\cos \phi )}.
Dit is een lineaire transformatie, en kan daarom worden geschreven als een matrix:
{\displaystyle {\begin{bmatrix}x'\\y'\end{bmatrix}}={\begin{bmatrix}\cos \phi &-\sin \phi \\\sin \phi &\cos \phi \end{bmatrix}}{\begin{bmatrix}x\\y\end{bmatrix}}.}

### Rotatie om een ander rotatiecentrum
Wanneer we punt {\displaystyle (x,y)} over een bepaald punt {\displaystyle p=(a,b)} willen roteren, transleren we {\displaystyle p} naar de oorsprong, voeren de rotatie uit en transleren de uitkomst terug. Dit leidt tot de volgende vergelijkingen:
{\displaystyle {\begin{aligned}x'&=(x-a)\cos \phi -(y-b)\sin \phi +a\\y'&=(x-a)\sin \phi +(y-b)\cos \phi +b\end{aligned}}}
Dit kan ook worden geschreven als een rotatie om de oorsprong gevolgd door translatie:
{\displaystyle {\begin{aligned}x'&=x\cos \phi -y\sin \phi +c\\y'&=x\sin \phi +y\cos \phi +d,\\\end{aligned}}}
met 
{\displaystyle {\begin{aligned}c&=a(1-\cos \phi )+b\sin \phi =2\sin {\frac {\phi }{2}}\left(a\sin {\frac {\phi }{2}}+b\cos {\frac {\phi }{2}}\right)\\d&=b(1-\cos \phi )-a\sin \phi =2\sin {\frac {\phi }{2}}\left(-a\cos {\frac {\phi }{2}}+b\sin {\frac {\phi }{2}}\right).\end{aligned}}}

## Samenstelling van rotaties
De samenstelling van twee rotaties is de transformatie die ontstaat als ze na elkaar worden uitgevoerd. We schrijven {\displaystyle R_{2}\circ R_{1}} voor "{\displaystyle R_{2}} na {\displaystyle R_{1}}".
De samenstelling van twee rotaties om hetzelfde rotatiecentrum is zelf ook een rotatie om dat centrum. De rotatiehoek van de
samengestelde rotatie is eenvoudigweg de som {\displaystyle \phi _{1}+\phi _{2}}.
De samenstelling van twee rotaties om verschillende punten is meestal ook een rotatie, met rotatiehoek {\displaystyle \phi _{1}+\phi _{2}}. De enige uitzondering is als {\displaystyle \phi _{2}=-\phi _{1}}; in dat geval is de samenstelling een translatie over de vector {\displaystyle \left(a_{2}-a_{1}(1-\cos \phi _{1})+a_{2}\sin \phi _{1},b_{2}-b_{1}(1-\cos \phi _{1})-a_{2}\sin \phi _{1}\right)}.

### Groepsstructuur
De rotaties om een vast rotatiecentrum vormen een groep: de samenstelling van twee zulke rotaties is altijd een element van de groep, en elke rotatie kan worden ongedaan gemaakt door samenstelling met rotatie in de omgekeerde richting.
Deze tweedimensionale rotatiegroep wordt meestal genoteerd als SO(2) ("speciale orthogonale groep"). Deze groep is abels: de volgorde waarin rotaties worden samengesteld maakt niet uit. (Dit is niet waar voor rotaties met verschillende rotatiecentrum, en evenmin voor rotaties in meer dimensies.)
De een-op-een relatie tussen een rotatie in SO(2) en de rotatiehoek {\displaystyle \phi },
{\displaystyle R_{2}\circ R_{1}\Longleftrightarrow \phi _{2}+\phi _{1},}
laat zien dat SO(2) dezelfde structuur heeft als de additieve groep van reële getallen modulo een getal (dat correspondeert met 360°). Het is bijvoorbeeld een eendimensionale Lie-groep.

## Verband met complexe getallen
Elk punt {\displaystyle (x,y)} in het platte vlak kan worden voorgesteld door een complex getal, {\displaystyle z=x+yi}.
Een rotatie om de oorsprong wordt dan gegeven door vermenigvuldiging met {\displaystyle e^{i\phi }=\cos \phi +i\sin \phi };
we passen de gebruikelijke regel toe dat {\displaystyle i^{2}=-1}:
{\displaystyle {\begin{aligned}z'&=e^{i\phi }\ z\\&=(\cos \phi +i\sin \phi )\ (x+yi)\\&=(x\ \cos \phi -y\ \sin \phi )+(x\ \sin \phi +y\ \cos \phi )i.\end{aligned}}}
Het samenstellen van twee rotaties wordt
{\displaystyle {\begin{aligned}z'&=e^{i\phi _{2}}\ e^{i\phi _{1}}z\\&=(\cos \phi _{2}+i\sin \phi _{2})\ (\cos \phi _{1}+i\sin \phi _{1})\ z\\&=\left((\cos \phi _{2}\cos \phi _{1}-\sin \phi _{2}\sin \phi _{1})+i(\cos \phi _{2}\sin \phi _{1}+\sin \phi _{2}\cos \phi _{1})\right)\ z,\end{aligned}}}
wat anderzijds gelijk is aan {\displaystyle e^{i(\phi _{2}+\phi _{1})}}. (Dit leidt onmiddellijk tot de regels voor het optellen van hoeken in goniometrie.
Rotatie om {\displaystyle c=a+bi} wordt nu
{\displaystyle z'=e^{i\phi }(z-c)+c.}